# Verliebt in die Gefahr
Verliebt in die Gefahr (Originaltitel: Year of the Gun) ist ein US-amerikanischer Thriller aus dem Jahr 1991. Die Regie führte John Frankenheimer, das Drehbuch schrieb David Ambrose anhand eines Romans von Michael Mewshaw. Die Hauptrollen spielten Andrew McCarthy und Sharon Stone.

## Handlung
Januar 1978, auf den Straßen Italiens herrscht ein Schmutziger Krieg (anni di piombo). Die attraktive Fotoreporterin Alison King kommt nach Rom, um eine Reportage über die Roten Brigaden zu machen. Der Amerikaner David Raybourne, der angeblich ein Buch über diese kommunistische Untergrundorganisation schreibt, soll ihr ein Treffen mit den Roten Brigaden arrangieren.
Kurz nach ihrem ersten Gespräch geraten King und Raybourne in eine Demonstration. King fotografiert die Ausschreitungen und wird dabei verletzt. Raybourne bemerkt, sie müsse die Gefahr lieben. Obwohl er eine italienische Freundin, Lia, hat, beginnt er eine Affäre mit King.
Alison findet in Davids Wohnung das versteckte Manuskript eines Romans, in dem die Roten Brigaden Aldo Moro entführen. Der Inhalt des Romans wird in ihrer Umgebung bekannt. Plötzlich werden King und Raybourne von den Terroristen gejagt, die wirklich die Entführung von Aldo Moro planen und wissen wollen, wer das Manuskript kenne. King und Raybourne können entkommen, Lia soll sie mit ihrem Auto in Sicherheit bringen. Doch sie arbeitet für die Roten Brigaden und übergibt King und Raybourne den Terroristen.
King und Raybourne werden im Versteck der Terroristen verhört. Alison steht bei den Roten Brigaden im Verdacht, eine Spionin der CIA zu sein. Lias Genossen kritisieren sie für ihre bürgerliche Lebensführung. Aldo Moro wird entführt. Die Terroristen wollen King und Raybourne freilassen, wenn sie Italien verlassen. Sie werden zum einen abgelegenen Ort gefahren, vermummte Terroristen stehen mit schussbereiten Waffen vor ihnen. Lia sagt David, sie könne ihm nicht mehr helfen. Kurz darauf wird sie von ihren Komplizen erschossen; der Anführer der Terroristen befiehlt King, mit Fotos zu dokumentieren, wie die Roten Brigaden mit Verrätern umgehen.
Der von Raybourne geschriebene und mit den Fotos von King illustrierte Roman wird zum Bestseller. Raybourne erzählt in einer Fernsehshow über die Hintergründe, King wird aus Beirut zugeschaltet.

## Kritik
Die Reaktion der Filmkritik in den USA war ganz überwiegend negativ. Die Auswertung durch Rotten Tomatoes ergab einen Anteil positiver Kritiken von lediglich 29 Prozent.
Roger Ebert schrieb in der Chicago Sun-Times vom 1. November 1991, David Raybourne würde eine Situation wie in den Filmen von Alfred Hitchcock erleben: Ein unschuldiger Mann, der falsch angeklagt würde und in Gefahr stünde. Er lobte die Darstellung von Andrew McCarthy sowie die Bilder von Rom, die dem einige bekannte Elemente beinhaltenden Film Frische verleihen würden.
Cinema kritisierte: „Schade: Schnödes Drama des […] Thriller-Experten John Frankenheimer. Fazit: Mehr Kolportage als ernstes Politdrama“
Kino.de nennt den Film lobend einen „hochklassigen Polit-Thriller aus Altmeister-Hand“ und „eine gelungen erdachte Fußnote jenes blutigen Terrorjahres, das ganz Europa erschütterte.“ Mit dabei sei Sharon Stone als „sensationelles Erotik-Raubtier…“.

## Auszeichnungen
John Frankenheimer wurde im Jahr 1991 für den Kritikerpreis des französischen Festival du Film Américain de Deauville nominiert.